# 칼파
칼파는 힌두교와 불교에서 세계 또는 우주의 창조와 재창조 사이의 기간을 일컫는 긴 시간 단위이다.

## 어원
이 맥락에서 칼파(कल्प, 형성 또는 창조)는 "우주(창조)의 생애와 관련된 긴 시간(이온)"을 의미한다. 이는 कॢप्(kḷp) + -अ(-a, 명사화 접미사)에서 파생되었는데, कॢप्(kḷp)은 "창조하다, 준비하다, 형성하다, 생산하다, 구성하다, 발명하다"를 의미한다.

## 힌두교
힌두교에서 칼파는 43억 2천만 년에 해당하는 시간 단위이다. 이는 창조신 브라흐마의 생애에서 하루에 해당하며, 우주 주기의 활발한 창조 단계를 나타낸다. 각 칼파는 1,000 유가 주기로 구성되며, 이 유가 주기는 정해진 패턴으로 반복되는 거대한 시대이다.
칼파는 다시 14개의 만반타라로 나뉜다. 각 만반타라는 71개의 유가 주기, 즉 3억 6720만 년 동안 지속된다. 첫 번째 만반타라 이전과 각 만반타라 이후에는 산디야스(sandhyas)라고 알려진 전환기가 있는데, 각 전환기는 사트야 유가와 같은 길이인 172만 8천 년이다.
각 칼파의 끝에는 우주가 프랄라야라고 불리는 휴식과 해체 기간, 즉 브라흐마의 밤에 들어간다. 이 밤은 낮과 같은 길이로, 또 다른 43억 2천만 년이다. 브라흐마의 하루와 밤을 합치면 총 86억 4천만 년의 완전한 우주 하루를 이룬다.
더 나아가, 브라흐마의 한 달은 30개의 이러한 밤낮 주기(2,592억 년)를 포함한다. 브라흐마의 한 해는 12개월, 즉 360일 밤낮으로 이루어지며, 3조 1,104억 년에 해당한다. 브라흐마의 완전한 수명은 이러한 신성한 연도 중 100년으로, 311조 4천억 년에 걸쳐 마하 칼파라고 알려져 있다.
전통적인 시간 계산에 따르면 브라흐마의 생애 중 50년이 이미 지났다. 우리는 현재 브라흐마의 51번째 해의 첫날을 나타내는 슈베타-바라하 칼파에 살고 있다. 각 칼파의 끝에는 세상이 불로 파괴되었다가 브라흐마의 다음 날이 시작될 때 다시 창조된다고 믿어진다.
43억 2천만 년에 해당하는 칼파의 정의는 비슈누 푸라나 및 바가바타 푸라나와 같은 푸라나에서 찾아볼 수 있다.
물질 우주의 지속 기간은 제한되어 있다. 그것은 칼파 주기로 나타난다. 칼파는 브라흐마의 하루이며, 브라흐마의 하루는 네 유가의 천 번 순환, 즉 사트야 유가, 트레타 유가, 드와파라 유가, 칼리 유가로 구성된다. ... 이 네 유가가 천 번 회전하여 브라흐마의 하루를 이루고, 같은 수의 유가가 밤을 이룬다. 브라흐마는 이러한 "백 년"을 살고 죽는다. 이 "백 년"은 총 311조 4천억 (311,040,000,000,000) 지구년에 해당한다. 이러한 계산에 따르면 브라흐마의 생애는 환상적이고 끝없는 것처럼 보이지만, 영원의 관점에서 보면 번개처럼 짧다. 원인대양에는 무수한 브라흐마가 거품처럼 생겨나고 사라진다. 브라흐마와 그의 창조물은 모두 물질 우주의 일부이므로 끊임없이 변화한다.— 브리하트 스와스타니 브라타 카타

마츠야 푸라나(290.3–12)에는 30개의 칼파 이름이 나열되어 있으며, 각 칼파는 브라흐마가 칼파의 중요한 사건과 칼파 초기의 가장 영광스러운 인물을 바탕으로 명명했다. 이 30개의 칼파 또는 낮(그리고 30개의 프랄라야 또는 밤)은 브라흐마의 30일 월을 형성한다.
1. 슈베타 (현재)
2. 닐랄로히타
3. 바마데바
4. 라탄타라
5. 라우라바
6. 데바
7. 브리하트
8. 칸다르파
9. 사디아
10. 이샤나
11. 타마
12. 사라스바타
13. 우다나
14. 가루다
15. 카우르마
16. 나라심하
17. 사마나
18. 아그네야
19. 소마
20. 마나바
21. 타트푸만
22. 바이쿤타
23. 락슈미
24. 사비트리
25. 아그호라
26. 바라하
27. 바이라자
28. 가우리
29. 마헤슈바라
30. 피트리

바유 푸라나는 33개의 칼파에 대한 다른 이름 목록을 가지고 있으며, G. V. 타가레는 이를 환상적인 파생물로 설명한다.

## 불교
초기 불교의 팔리어 경전에서 칼파는 캇파(kappa)의 형태로 나타나며, 불교의 가장 오래된 경전으로 추정되는 숫타니파타에 언급된다. 여기서는 "캇파티타(Kappâtita): 시간을 초월한 자, 아라한"에 대해 말한다. 불교 문헌의 이 부분은 기원전 마지막 천년기 중반으로 거슬러 올라간다.
고타마 붓다는 이전 칼파에 헤아릴 수 없이 많은 붓다들이 살았다고 주장했다. 91 칼파 전에 비파시 붓다, 31 칼파 전에 시히 붓다, 그리고 현재 칼파에 세 명의 이전 붓다가 있었다. 그는 자신의 가르침을 현재 칼파에 한정하며, 그 길이를 수치로 정의하지 않고 비유를 사용한다.
가장 섬세한 직물[고급 면] 한 조각을 가져다가 백 년에 한 번씩, 흙이 없는 높이와 너비 12킬로미터의 단단한 바위를 아주 가볍게 만진다면, 이 미세한 마찰로 인해 바위가 녹두 크기로 줄어드는 때가 올 것이다. 이 기간은 그 지속 시간이 엄청날 것이다. 그러나 붓다는 이 기간조차 마하 칼파와 같지 않다고 선언했다.

유사한 비유가 팔리어 대장경의 산 파바타 숫타(SN 15:5)에 나온다.
만약 길이 12킬로미터, 너비 12킬로미터, 높이 12킬로미터의 갈라지거나 틈이 없는 거대한 바위산이 있고, 어떤 사람이 백 년에 한 번씩 와서 카시 천으로 한 번 문지른다고 가정해 보라. 그 거대한 바위산은 그 노력으로 더 빨리 닳아 없어질 것이지만, 겁[칼파]은 그렇지 않을 것이다. 수행승이여, 겁은 그만큼 길다.— 타니사로 비구 (번역)

아비달마 피타카의 비방가 섹션에는 16개의 루파 브라흐마 로카(세계 또는 경계)와 4개의 더 높은 아루파 브라흐마 로카가 묘사되어 있으며, 각각 선정의 불완전하거나 중간이거나 완전한 수행을 통해 도달하며, 92억 1,600만 년의 가장 높은 천상 로카를 초과하는 칼파로 측정되는 수명을 부여한다.
- 1단계 선정은 각각 1/3, 1/2, 1칼파의 수명을 가진 3개의 가장 낮은 루파 로카로 이어진다.
- 2단계 선정은 각각 2, 4, 8칼파의 수명을 가진 3개의 더 높은 루파 로카로 이어진다.
- 3단계 선정은 각각 16, 32, 64칼파의 수명을 가진 3개의 더 높은 루파 로카로 이어진다.
- 4단계 선정은 각각 500에서 16,000칼파까지의 수명을 가진 7개의 가장 높은 루파 로카와 각각 20,000, 40,000, 60,000, 84,000칼파의 수명을 가진 4개의 더 높은 아루파 로카로 이어진다.

각 칼파가 끝날 때, 1단계 선정을 통해 도달한 하위 3개의 루파 브라흐마 로카와 그 아래의 모든 것(여섯 하늘, 지구 등)은 불(일곱 태양)에 의해 파괴되었다가 나중에 다시 존재하게 된다.
한 설명에 따르면 칼파의 길이는 네 가지가 있다. 일반 칼파는 약 1,600만 년(16,798,000년)이고, 작은 칼파는 1,000개의 일반 칼파, 즉 약 168억 년이다. 또한 중간 칼파는 약 3,360억 년으로, 20개의 작은 칼파에 해당한다. 큰 칼파는 4개의 중간 칼파, 즉 약 1조 3천억 년이다.
고타마 붓다는 마하 칼파의 정확한 길이를 연 단위로 제시하지 않았다. 그러나 그는 그것을 이해하기 위해 몇 가지 비유를 들었다.
1. 칼파 초기에 가로세로 약 16마일의 거대한 빈 큐브가 있다고 상상해 보라. 100년에 한 번씩 그 큐브에 작은 겨자씨 하나를 넣는다. 붓다에 따르면, 그 거대한 큐브는 칼파가 끝나기 전에 가득 찰 것이다.[23]

어떤 수행승들이 지금까지 몇 칼파가 지났는지 알고 싶어 했을 때, 붓다는 다음과 같은 비유를 들었다.
1. 갠지스강이 시작되는 곳부터 벵골만으로 끝나는 곳까지의 깊이에 있는 모래 알갱이의 총 개수를 세더라도, 그 숫자는 지나간 칼파의 수보다 적을 것이다.[24]

칼파의 또 다른 정의는 붓다가 태어나는 세계이다. 일반적으로 칼파에는 두 가지 종류가 있는데, 순나 칼파(Suñña-Kalpa)와 아순나 칼파(Asuñña-kalpa)이다. 순나 칼파는 붓다가 태어나지 않는 세계이다. 아순나 칼파는 적어도 한 명의 붓다가 태어나는 세계이다. 아순나 칼파에는 5가지 종류가 있다.
1. 사라-칼파(Sāra-Kalpa) – 붓다 한 명이 태어나는 세계.
2. 만다-칼파(Maṇḍa-Kalpa) – 붓다 두 명이 태어나는 세계.
3. 바라-칼파(Vara-Kalpa) – 붓다 세 명이 태어나는 세계.
4. 사라마한다-칼파(Sāramaṇḍa-Kalpa) – 붓다 네 명이 태어나는 세계.
5. 바다-칼파(Bhadda-Kalpa) – 붓다 다섯 명이 태어나는 세계.

이전 칼파는 비유 칼파(영광스러운 시대)였고, 현재 칼파는 바드라 칼파(길상스러운 시대)라고 불리며, 다음 칼파는 낙샤트라 칼파(별자리 시대)가 될 것이다.

## 같이 보기
- 브라흐마
- 힌두교의 시간 단위
  - 칼파 (브라흐마의 하루)
  - 만반타라 (마누의 시대)
  - 프랄라야 (해체기)
  - 유가 주기 (네 유가 시대): 사트야 (크리타), 트레타, 드와파라, 칼리
- 힌두교 경전의 숫자 목록